# ثلمة زاوية للمعدة
الثلمة الزاويّة للمعدة هي ثلمة صغيرة في المعدة. تقع على الانحناء الصغير للمعدة قرب النهاية البوابية. 
يختلف موقعها اعتماداً على مدى تمدد المعدة.
تعد الثلمة الزاويّة نقطة فاصلة بين الأجزاء اليمنى واليسرى للمعدة.
يشكل الخط التخيلي المرسوم عمودياً على الانحناء الصغير للمعدة والمار من الثلمة الزاويّة الحد الفاصل بين جسم المعدة والبواب.